# Silberwangen-Hornvogel

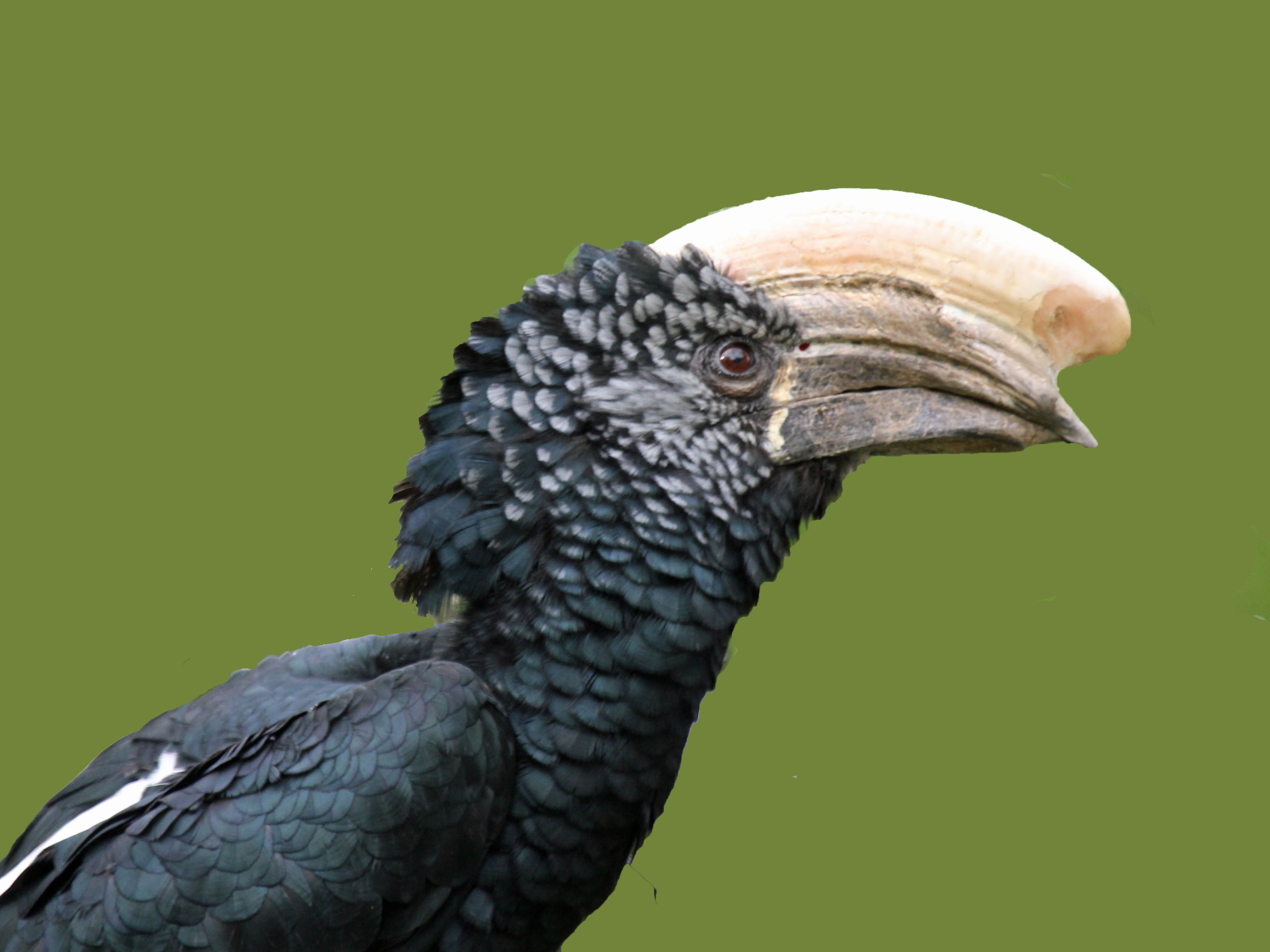
Kopfstudie

Der Silberwangen-Hornvogel (Bycanistes brevis) auch Silberwangenhornvogel ist eine monotypische Vogelart aus der Familie der Nashornvögel. Sein Verbreitungsgebiet ist Ostafrika. Wie alle Nashornvögel ist auch der Silberwangen-Hornvogel ein Höhlenbrüter. Das Weibchen verbringt bis zu vier Monate eingemauert in einer Baumhöhle und verlässt die Bruthöhle erst gemeinsam mit den flügge gewordenen Jungvögeln. Das Männchen versorgt in dieser Zeit zunächst sie und später auch die Jungvögel mit Nahrung.
Die Bestandssituation des Silberhornvogels wird von der IUCN mit ungefährdet (least concern) angegeben.

## Merkmale
Der Silberwangen-Hornvogel erreicht eine Körperlänge von 66 bis 74 Zentimeter. Auf die Schwanzfedern entfallen beim Männchen durchschnittlich 27,6 Zentimeter, bei den Weibchen 26 Zentimeter. Der Schnabel hat bei den Männchen eine Länge zwischen 15,3 und 19,5 Zentimeter. Der Schnabel der Weibchen bleibt etwas kleiner und hat eine Länge von 13,8 bis 15,5 Zentimeter. Der Schnabelaufsatz des Männchens hat die Form eines umgedrehten Wiegemessers und ist von schmutzigweißer Farbe, der kleinere des Weibchens hat die gleiche bräunliche Farbe wie der Schnabel.
Das Körpergefieder des Männchens ist überwiegend glänzend schwarz, die Gesichtsfedern haben schmale silbergraue Spitzen. Das Rückenende, der Bürzel, die Oberschwanz- und Unterschwanzdecken sowie der Bauch sind weiß. Die Steuerfedern sind schwarz und weisen bis auf das mittlere Schwanzfederpaar weiße Spitzen auf. Die Schwingen sind schwarz. Der Schnabel ist bräunlich mit einem schmalen schmutzig gelben Band an der Schnabelbasis. Die unbefiederte Haut rund um das Auge ist blau, die Augen sind braun, die Beine und Füße sind schwarz.
Jungvögel haben ein Gefieder, das dem der adulten Vögel gleicht. Die Federn an der Schnabelbasis und an den Gesichtsseiten haben jedoch braune Säume. Der Schnabel ist noch klein, der Schnabelaufsatz nicht oder kaum entwickelt. Die Augen sind blass cremefarben.
Der Flug des Silberwangen-Hornvogels ist geräuschvoll. Die Stimme ist laut und hört sich wie ein raues Grunzen an, ähnlich wie die des Grauwangenhornvogels.

## Verwechselungsmöglichkeiten
Der Silberwangen-Hornvogel ist in seinem Verbreitungsgebiet kaum mit anderen Nashornvögeln zu verwechseln: Er ist die einzige baumbewohnende Nashornvogelart mit schwarzem Kopf, Schwingen und Mantel sowie einem weißen Rücken und Bürzel. Der Schnabelaufsatz beim Männchen findet sich so auch bei keiner anderen Art. Von zur selben Gattung gehörenden Arten wie dem Trompeterhornvogel (B. buccinator) und dem Grauwangenhornvogel (B. subcylindricus) lässt er sich am besten durch seine vollkommen schwarzen Flügel unterscheiden. Der Trompeterhornvogel, dessen Verbreitungsgebiet sich teilweise mit dem des Silberwangen-Hornvogels überlappt, ist außerdem kleiner und hat einen schwarzen Schnabelaufsatz.

## Verbreitung und Lebensraum

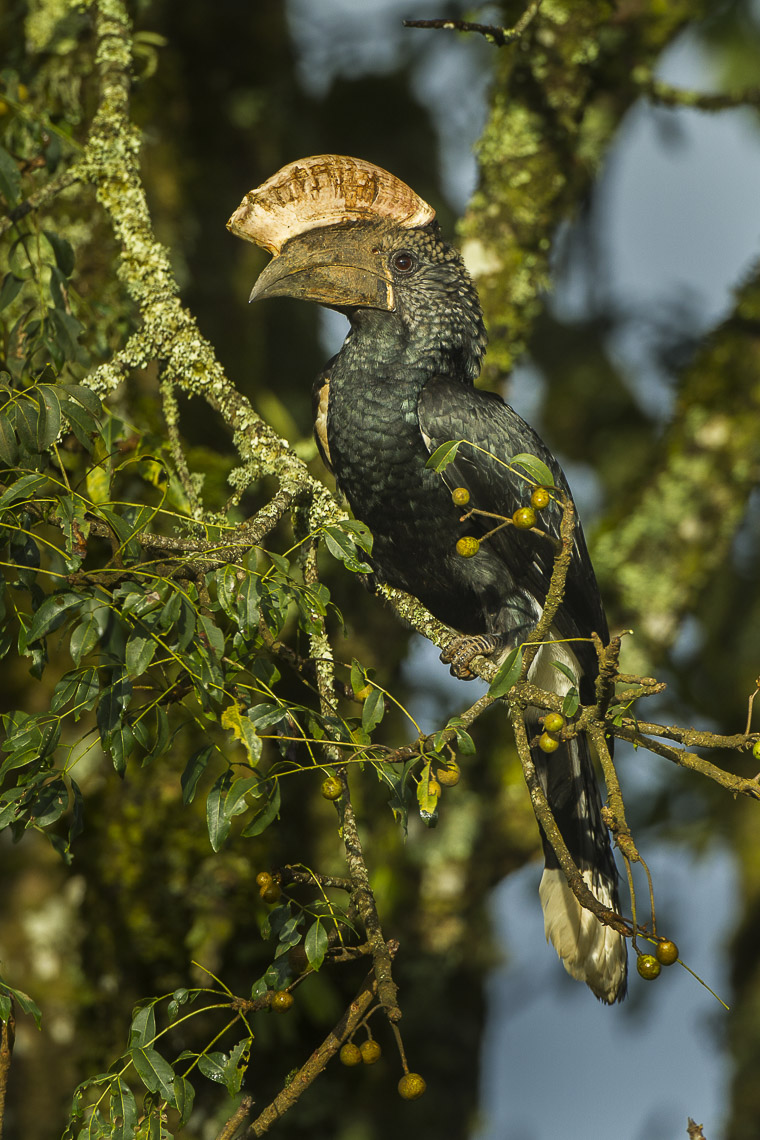
Silberwangen-Hornvogel, Kenia. Gut erkennbar ist bei diesem Individuum der gelbe Streifen an der Schnabelbasis.

Der Silberwangen-Hornvogel lebt im Osten Afrikas. Das Verbreitungsgebiet ist disjunkt, da der Silberwangen-Hornvogel auf zusammenhängende Waldgebiete angewiesen ist und diese nicht durchgängig vorhanden sind.
Zu seinem Verbreitungsgebiet gehört das Hochland im Süden Äthiopiens. Er kommt außerdem in Somalia, Kenia und von Tansania bis nach Malawi vor. Auch der äußerste Nordosten von Südafrika gehört zu seinem Verbreitungsgebiet. Zum Verbreitungsschwerpunkt gehört der Osten des Großen Afrikanischen Grabenbruchs und das Mount-Kenya-Massiv. In Gebirgsregionen kommt er in Höhen bis 2500 Meter vor, im Flachland ist er ein reiner Waldbewohner. Er besiedelt auch Galeriewälder entlang von Flussläufen. In den Bergwäldern des nördlichen Tansania und in den Küstenwäldern Kenias ist er der häufigste Nashornvogel. Außerhalb der Fortpflanzungszeit unternimmt er weite Wanderungen, um seinen Nahrungsbedarf zu decken. Während der Trockenzeit kann er außerhalb der für ihn typischen Waldgebiete gefunden werden. Dies trifft vor allem dann zu, wenn nach Regenfälle in sonst nicht geeignete Lebensräume ihm ein ausreichendes Nahrungsangebot bieten.

## Lebensweise
Silberwangenhornvögel leben paarweise. Gelegentlich begleitet das Paar außerdem der diesjährige Jungvogel. Jungvögel bilden gelegentlich allerdings auch eigenständige Trupps. Auf fruchttragenden Bäumen können oft mehrere Paare angetroffen werden. Wo das Nahrungsangebot sehr reichhaltig ist, können sich gelegentlich bis zu 100 Silberwangenhornvögel versammeln. Der Silberwangen-Hornvogel ist häufig mit Trompeterhornvögeln vergesellschaftet und nutzt dann mit ihm gemeinsam Ruhe- und Futterplätze. Seine Ruheplätze verlässt der Silberwangen-Hornvogel etwa eine halbe Stunde nach Sonnenaufgang und er kehrt zu ihnen vor Sonnenuntergang wieder zurück.
Der Silberwangen-Hornvogel hält sich überwiegend in Baumkronen auf, wo er Früchte direkt von den Ästen und Zweigen pickt. Er kommt gelegentlich auf den Erdboden, um dort nach Insekten zu suchen oder Früchte aufzunehmen, die Affen herabfallen ließen. Er nimmt außerdem am Boden gelegentlich Staubbäder.
Der Kronenadler, einer der größten Adler Afrikas, gilt als ein Prädator des Silberwangen-Hornvogels.

## Ernährung

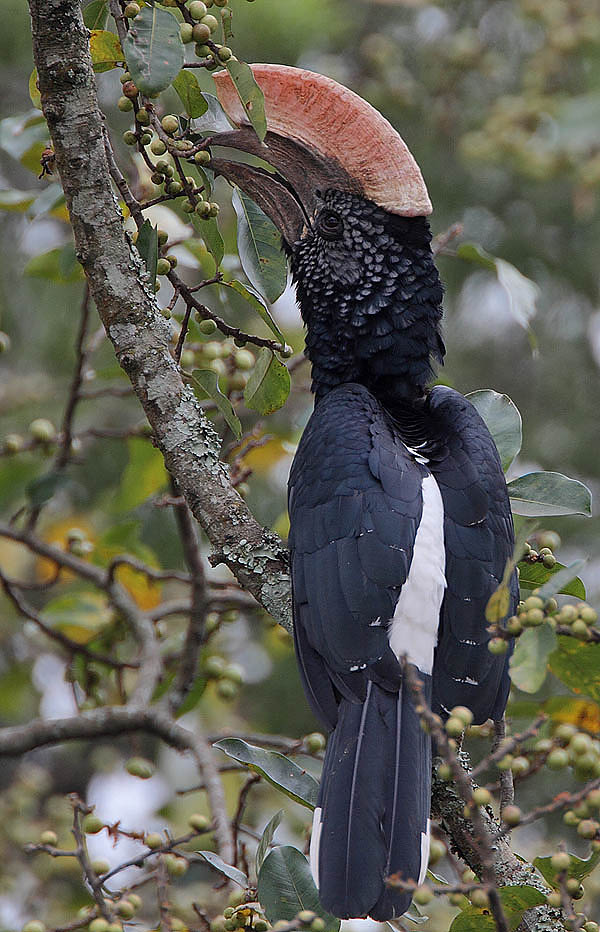
Silberwangen-Hornvogel, Mount-Kenya-Massiv, beim Fressen. Gut erkennbar der weiße Rücken

Wie die meisten Nashornvögel ist der Silberwangen-Hornvogel omnivor. Seinen Nahrungsbedarf deckt er jedoch zu einem großen Teil durch Früchte. Feigen spielen wie bei vielen Nashornvogelarten eine besonders große Rolle in seiner Ernährung. Er bevorzugt kirschgroße Früchte und nimmt auch kleine, hartschalige Nüsse zu sich. Zum Nahrungsspektrum zählen unter anderem die Früchte und Samen von Schlangenwurz, Kirschmyrten, Brechnüsse, Syzygium und Acokanthera. Er spielt möglicherweise eine große Rolle bei der Vermehrung von Pflanzen, weil er größere, nicht verdaubare Samen etwa fünfzig Meter von dem fruchttragenden Baum fallen lässt. Kleinere Samen verschluckt er und scheidet sie mit seinen Exkrementen wieder aus. Klebrige Mistelbeeren, die am Schnabel haften blieben, werden an seinem nächsten Ruheplatz vom Schnabel abgestreift.
Der Silberwangen-Hornvogel frisst neben Früchten auch Vogeleier, Nestlinge, Skinke, Chamäleons, Raupen, Heuschrecken und Grillen, Gottesanbeterinnen, Termiten, Spinnen und Hundertfüßer. Man hat ihn auch schon dabei beobachtet, wie er Rotnasen-Grüntauben fing, eine afrikanische Art der Fruchttauben, die eine Körperlänge von 30 Zentimetern erreicht und damit nur geringfügig kleiner ist als eine Stadttaube. Verpaarte Silberwangenhornvögel jagen einzeln, bleiben aber in Nähe zueinander und zeigen dem Partnervogel durch leise Kontaktrufe ihre Anwesenheit an. Sie zeigen während der Jagd ein überaus aggressives Verhalten. So springen sie beispielsweise auf Ästen auf und ab, um Beutetiere aufzuscheuchen. Kleinere Trupps attackieren auch gemeinsam ruhende Flughunde.

## Fortpflanzung
Silberwangenhornvögel sind monogame Vögel. Sie verteidigen kein Brutrevier, sondern nur die unmittelbare Umgebung der Nisthöhle. Das Männchen zeigt hier jedoch ein ausgesprochen antagonistisches Verhalten gegenüber artgleichen Männchen. Das Gelege besteht aus einem oder zwei Eiern. In freier Wildbahn werden jedoch nur in Ausnahmefällen zwei Jungvögel groß.

### Brutzeit und Brutdauer
Die Brutzeit ist abhängig von der jeweiligen geographischen Verbreitung. In Äthiopien brüten Silberwangenhornvögel beispielsweise im Zeitraum zwischen Februar und Juli. In Tansania dagegen von August bis September. Grundsätzlich scheint im Süden des Verbreitungsgebietes der Beginn der Brutzeit vom Einsetzen des Regenfalls abhängig zu sein. Auf Grund der langen Nistzeit fällt das Flüggewerden der Jungvögel mit dem Ende der Regenzeit zusammen.
Dem eigentlichen Brutbeginn geht eine Phase voraus, bei der als Balzhandlungdas das Männchen das Weibchen immer wieder Futter anbietet. Die eigentliche Nistdauer beträgt zwischen 107 und 138 Tage. Davon entfallen etwa 40 Tage auf die Bebrütung der Eier und 77 bis 80 Tagen auf die Nestlingszeit. Das Weibchen verlässt erst dann die Bruthöhle, wenn auch der Nachwuchs ausfliegt. Es durchläuft zwar in dieser Zeit auch die Mauser, jedoch scheint sie das Großgefieder nicht simultan zu vermausern und behält damit ihre Flugfähigkeit.
Das Weibchen und später die Jungvögel werden ihrer Zeit in der Bruthöhle vom Männchen gefüttert, das in dieser Zeit etwa 24.000 Früchte bringt. Dazu fliegt es die Bruthöhle etwa 1600-mal an. Im Schnitt sind es täglich etwa 360 Gramm Früchte, die das Männchen im Schlund oder im Schnabel herbeiträgt.

### Bruthöhle

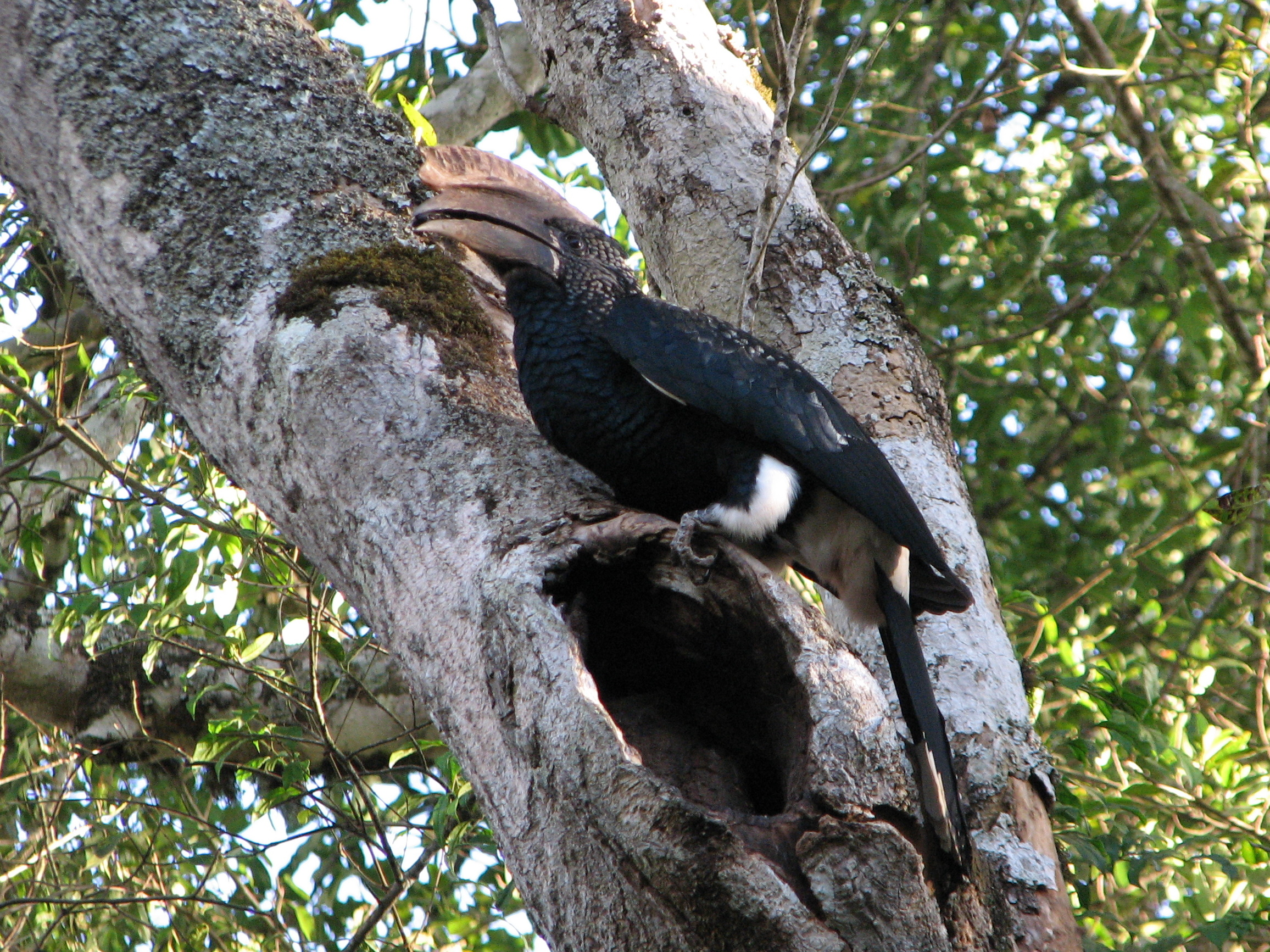
Silberwangen-Hornvogel, Arusha-Nationalpark

Als Bruthöhle nutzen Silberwangenvogel in der Regel natürliche Baumhöhlen, die sich zwischen 7 und 25 Meter über dem Erdboden befinden. Vereinzelt wurde auch schon die Nutzung von Felsenhöhlen beschrieben. Geeignete Bruthöhlen werden vom Silberwangen-Hornvogel wiederholt für Brutversuche genutzt.
Für eine Nashornvogelart vergleichsweise ungewöhnlich ist die intensive Beteiligung des Männchens am Versiegeln der Bruthöhle. Bei den meisten Nashornvogelarten ist es allein das Weibchen, die diese bis auf einen schmalen Spalt schließt. Bei den Silberwangenhornvögeln trägt das Männchen pro Tag bis zu 235 Erdkügelchen zur Bruthöhle, die es in seinem Schlund einspeichelt. Der Speichel dient hier als Bindemittel, nicht der Kot des Weibchens, wie bei den meisten anderen Nashornvögeln. Das Männchen übergibt an der Bruthöhle die eingespeichelten Erdkügelchen, die einen Durchmesser von 1,5 bis 2,5 Zentimeter haben, an das Weibchen, die mit diesen die Bruthöhle bis auf einen schmalen Spalt zumauert. Die Fähigkeit des Männchens, ausreichend eingespeichelte Erdkügelchen herbeizuschaffen, ist ein wesentlicher limitierender Faktor bei der Fortpflanzung des Silberwangen-Hornvogels. Das Versiegeln der Bruthöhle kann sich über Monate hinziehen, bis die Bruthöhle so weit hergerichtet ist, dass das Paar zur Brut schreitet. Zur ersten Paarung kommt es etwa zehn Tage bevor das Weibchen sich endgültig in die Bruthöhle begibt. Dieser gehen keine spezifischen Handlungen voraus.

### Brutverlauf
Während der Brutzeit bringt das Männchen neben Nahrung auch immer wieder Rindenstückchen und kleine Ästchen. Sie dienen vermutlich dazu, die Nisthöhle auszupolstern und sauber zu halten. Näher untersuchte Bruthöhlen wiesen unmittelbar nach dem Verlassen von Weibchen und Jungvogel einen deutlich anderen Insektenbefall auf als leere Bruthöhlen. In der zuvor besetzten Bruthöhle fanden sich unter anderem Larven und Nymphen von Kakerlaken, Fliegen, Käfern und Motten.
Am Ende des Brutzyklus verlässt das Weibchen gemeinsam mit dem Jungvogel die Bruthöhle. Meistens erfolgt dies in den frühen Morgenstunden. Weibchen und Jungvogel brechen dabei gemeinsam die Versiegelung der Bruthöhle auf. Der Jungvogel ist sofort flugfähig und kehrt nicht mehr zur Bruthöhle zurück.
Silberwangenhornvögel ziehen nur in seltenen Fällen zwei Jungvögel groß. Typisch ist für diese Art außerdem, dass sie nicht jedes Jahr zur Brut schreiten und sie ihren Brutversuch häufig wieder unterbrechen. Zum Brutabbruch kommt es gelegentlich selbst dann noch, wenn der Nachwuchs bereits geschlüpft ist. Typischer ist jedoch ein Abbruch zu einem früheren Stadium. Bei intensiveren Beobachtungen von Silberwangenvögeln wurden bei acht Brutversuchen zwischen vier und sechs Jungvögel flügge.

## Trivia
Der britische Ornithologe Reginald Ernest Moreau hat die Vögel intensiv erforscht. Auf seinen in den 1940er Jahren durchgeführten Feldbeobachtungen beruhen bis heute wesentliche Erkenntnisse über das Fortpflanzungsverhalten dieser Art.

## Einzelbelege
1. 1 2 3 4 5  Kemp: The Hornbills - Bucerotiformes. S. 260.
2. ↑  Bycanistes brevis in der Roten Liste gefährdeter Arten der IUCN 2012.5. Eingestellt von: BirdLife International, 2012. Abgerufen am 6. Dezember 2016.
3. 1 2 3  Kemp: The Hornbills - Bucerotiformes. S. 257.
4. ↑  Kemp: The Hornbills - Bucerotiformes. S. 256.
5. 1 2 3 4 5  Kemp: The Hornbills - Bucerotiformes. S. 258.
6. ↑  Gerhard Rösler: Die Wildtauben der Erde – Freileben, Haltung und Zucht. Verlag M. & H. Schaper, Alfeld-Hannover 1996, ISBN 3-7944-0184-0, S. 258
7. 1 2 3 4 5 6 7  Kemp: The Hornbills - Bucerotiformes. S. 259.